# Anton von Rieppel

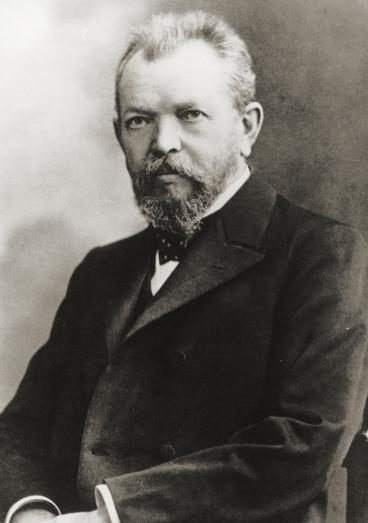
Anton von Rieppel

Anton Rieppel, ab 1906 Ritter von Rieppel, (* 17. April 1852 in Kemnath; † 31. Januar 1926 in Nürnberg) war ein deutscher Maschinenbauingenieur, Statiker und Industriemanager. Allgemein bekannt ist er heute als Konstrukteur der Müngstener Brücke.

## Leben
Anton Rieppel wurde 1852 als viertes der sechs Kinder von Theresia und Albert Rieppel geboren. Er wuchs in einem technisch und industriell geprägten Umfeld auf, was seine Laufbahn entscheidend prägte. Die Gewerbeschule in Wunsiedel schloss er in zwei Jahren als Klassenbester ab und ging 1869 an die Industrieschule nach München. 1871 begann Rieppel mit dem Studium am Polytechnikum München, das er 1874 zum Entsetzen des damaligen Gründers und Direktors Karl Maximilian von Bauernfeind verließ. Die Abgangsprüfung legte er nachträglich 1875 mit der Bestnote ab.
Ab 1874 war Rieppel bei der Süddeutschen Brückenbau-Aktiengesellschaft in München tätig, Ende 1876 wechselte er innerhalb dieses Unternehmens in das Gustavsburger Werk, wo er die Leitung übernahm und 1885 zum Direktor ernannt wurde. 1884 wurde die Süddeutsche Brückenbau-Aktiengesellschaft wieder in ihre Muttergesellschaft Maschinenbau AG Nürnberg eingegliedert, 1889 wurde Rieppel Vorstandsmitglied und 1892 alleiniger Vorstand dieses Unternehmens. Nach der Fusion mit der Maschinenfabrik Augsburg zur Maschinenfabrik Augsburg-Nürnberg AG leitete er dieses Unternehmen ab 1898 gemeinsam mit Heinrich von Buz. Von 1913 bis 1920 hatte Anton von Rieppel die Gesamtleitung für den MAN-Konzern. 1915 führte er in Nürnberg die Produktion von Lastkraftwagen ein (im heutigen MAN-Motorenwerk) und war ab 1916/1917 an der Entwicklung der Zweitakt-Schiffsdieselmotoren (als Dieselmotoren für die Kaiserliche Marine) in Augsburg beteiligt.
Rieppel war leitender Ingenieur bei der 1897 fertiggestellten Müngstener Brücke, wobei erstmals bei einer Bogenbrücke der Freivorbau eingesetzt wurde. 1897 erhielt er ein Patent auf den „Rieppel-Träger“, der beim Bau der Wuppertaler Schwebebahn eingesetzt wurde. Mit Heinrich Gerber war Rieppel einer der Gründer der „Gustavsburger Schule“ des Stahlbrückenbaus. 1911 regte von Rieppel die Gründung der Gartenstadt Werderau in Nürnberg an.
Rieppel gründete und leitete eine Reihe industrieller Verbände. Von 1901 bis 1919 war er Direktoriumsmitglied im Centralverband Deutscher Industrieller und spielte eine führende Rolle im Alldeutschen Verband. Im Jahr 1907 wurde Anton von Rieppel Vorsitzender des Bayerischen Industriellen-Verbandes (BIV) und 1911 Vorsitzender des Gesamtverbandes Deutscher Metallindustrieller. Von 1915 bis 1917 war er Vorsitzender des Vereins Deutscher Ingenieure (VDI), nachdem er bereits in den Jahren 1897 und 1898 dessen Vorstandsmitglied war.
Bis zu seinem Tod gehörte Rieppel außerdem dem Aufsichtsrat der Siemens-Schuckertwerke GmbH an.
Er starb am 31. Januar 1926 in seiner Nürnberger Wohnung und wurde auf dem Johannisfriedhof begraben.

## Ehrungen

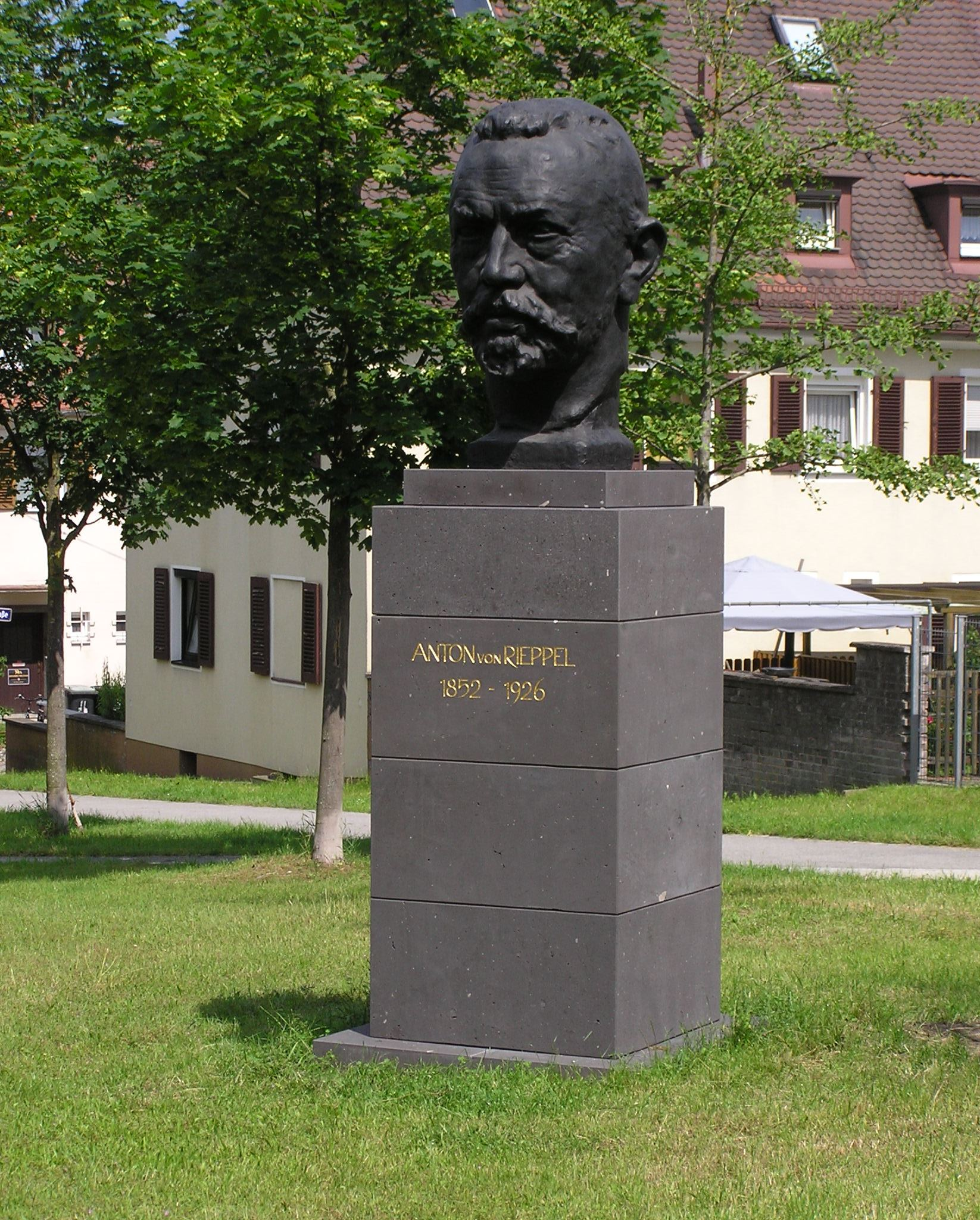
Büste Anton von Rieppel

1899 wurde Rieppel mit der Grashof-Denkmünze des Vereins Deutscher Ingenieure ausgezeichnet. 1902 wurde ihm Ehrendoktorwürde der Technischen Hochschule Darmstadt und 1903 die der Technischen Hochschule München verliehen (jeweils als Dr.-Ing. E. h.), außerdem 1905 die Ehrendoktorwürde der Universität Göttingen (als Dr. phil. h. c.). 1906 wurde er mit dem Ritterkreuz des königlichen Verdienstordens der bayerischen Krone ausgezeichnet, damit verbunden war die Nobilitierung als Ritter von Rieppel.
In mehreren Ortschaften (z. B.: Berlin, Bad Wiessee) wurden Straßen nach Rieppel benannt. So auch in Nürnberg, wo die vorübergehend verschollene Büste Rieppels (ein Guss von Georg Kolbe), am 3. Juni 2016 im Stadtteil Hasenbuck, in Richtung MAN-Gelände, erneut aufgestellt wurde.